# Abdul-Wahid Aziz
Abdul-Wahid Aziz (n. 1931, Basra, Irak – d. 1982, Bagdad, Irak) a fost un halterofil ce a reprezentat Irak, medaliat olimpic. A participat la o ediție a Jocurilor Olimpice (1960) în care a câștigat o medalie de bronz.

## Participări
Lista de mai jos prezintă principalele competiții la care a participat Abdul-Wahid Aziz de-a lungul carierei.
- Sollevamento pesi ai Giochi della XVII Olimpiade - Pesi leggeri[*]